# 窗邊女孩與對街屋中的女子
《窗邊女孩與對街屋中的女子》（英語：The Woman in the House Across the Street from the Girl in the Window）是2022年Netflix原創美國黑色喜劇驚悚迷你劇集，由瑞秋·拉姆拉斯、休·戴維森和賴瑞·杜夫（Larry Dorf）共同開創兼編劇，麥克·萊曼執導。演員陣容包括克莉絲婷·貝爾、麥克·艾里、湯姆·萊利、瑪麗·霍蘭德、卡麥隆·布里頓、雪莉·亨尼格和珊薩拉·耶特（Samsara Yett）。
本劇於2022年1月28日在Netflix全球同步首播，在上映28天內的全球觀看時數達1億3千362萬小時。整體評價褒貶不一。

## 劇情
一個歷經喪女、失去摯愛的女畫家安娜（克莉絲婷·貝爾飾）不確定自己是否目睹了一件謀殺案。她有嚴重的恐雨症（Ombrophobia），並且經常將紅酒和心理治療師開的藥物同時服下，導致自己出現幻覺。安娜非比尋常的行為讓她成為鄰居議論的對象，甚至被警察貼上「瘋子」的標籤。儘管眾人都不相信安娜口中的謀殺事件，她仍堅定地憑著一己之力去尋求真相。

## 演員及角色

### 主要角色
- 克莉絲婷·貝爾 飾演 安娜·惠特克（Anna Whitaker）：患有恐雨症（Ombrophobia）的職業畫家，在痛失8歲的愛女後陷入悲痛並停止作畫，成天以酒解愁。安娜因為不當服用酒和藥物而經常產生幻覺，一天，她看見窗外對街的鄰居遭人殺害，但沒有人相信她說的話。
- 麥克·艾里 飾演 道格拉斯·惠特克（Douglas Whitaker）：安娜的前夫，聯邦調查局的精神鑑定師、側寫師，專門研究連環殺人犯。
- 湯姆·萊利（英语：Tom Riley (actor)） 飾演 尼爾·寇曼（Neil Coleman）：安娜的對街鄰居，育有一名9歲女兒。
- 瑪麗·霍蘭德（英语：Mary Holland） 飾演 斯蓉（Sloane）：畫廊老闆，安娜的摯友，自始至終對安娜不離不棄。
- 卡麥隆·布里頓（英语：Cameron Britton） 飾演 布爾（Buell）：道格拉斯長年聘請的家庭雜工，他為了保護獨居的安娜而悄悄住在惠特克家的閣樓。
- 雪莉·亨尼格（英语：Shelley Hennig） 飾演 麗莎·梅因斯（Lisa Maines）/ 潔絲蒂·琳柯斯（Chastity Linkous）：尼爾的空姐女友，實際上是一個到處劫財的騙徒。她是安娜看見遭到謀殺的女子。
- 珊薩拉·耶特（Samsara Yett）飾演 艾瑪·寇曼（Emma Coleman）：尼爾和梅莉迪絲的9歲女兒。

### 常設角色
- 布蘭達·具（Brenda Koo）飾演 卡蘿·蘇利文（Carol Sullivan）：安娜的韓裔鄰居。
- 克莉絲汀娜·安東尼（Christina Anthony）飾演 貝琪·雷恩（Detective Becky Lane）：一名警探，曾負責殺人魔麥克的案子。
- 班傑明·利維·艾吉拉（Benjamin Levy Aguilar）飾演 雷克斯·巴奇（Rex Bakke）：麗莎的詐騙共犯，曾是一名脫衣舞者。

其他角色包括：艾皮·普拉特（Appy Pratt）飾演安娜和道格拉斯的8歲女兒伊莉莎白·惠特克（Elizabeth Whitaker）；布蘭登·詹寧斯（Brendan Jennings）飾演將伊莉莎白吞掉的殺人魔麥克（Massacre Mike）；詹妮娜·加萬卡飾演尼爾的妻子、艾瑪的母親梅莉迪絲·寇曼（Meredith Coleman）；妮蒂亞·維迭薩伽爾飾演梅莉迪絲的姐姐希拉蕊·雷森（Hillary Lathan）；妮可·普利恩飾演道格拉斯的同事克蕾兒（Claire）；琳登·史密斯飾演在燈塔發生意外的派翠克老師（Ms. Patrick）。吉姆·拉許和葛倫·克蘿絲在最後一集的機上片段客串演出，前者飾演空少，後者飾演安娜撞見在廁所遇害的乘客。

## 集數
| 集數 | 標題  | 導演      | 編劇                                    | 上線日期      |
| --- | ----- | --------- | --------------------------------------- | ------------- |
| 1 | 第1集 | 麥克·萊曼 | 瑞秋·拉姆拉斯、休·戴維森、賴瑞·杜夫（Larry Dorf） | 2022年1月28日 |
| 歷經女兒伊莉莎白意外去世以及與心愛的丈夫道格拉斯離婚，安娜仍困在過去停滯不前，並且試圖用酒精麻痺自己。一日，她的對街鄰居新搬來一對年輕父女，安娜覺得這是一個展開新生活的機會，她積極地想認識尼爾和艾瑪並參與他們的生活。 |       |           |                                         |               |
| 2 | 第2集 | 麥克·萊曼 | 瑞秋·拉姆拉斯、休·戴維森、賴瑞·杜夫     | 2022年1月28日 |
| 寇曼家外面出現了一位陌生女子，安娜得知她是尼爾的空姐女友麗莎。眼看著尼爾、麗莎和艾瑪宛如一家三口般的互動，安娜想起從前她和道格拉斯、伊莉莎白的美好時光。心灰意冷的她回到家裡又繼續藉酒消愁，一切似乎回到原點。幾天過去，安娜覺得麗莎的行為十分可疑，她決定靠自己探出麗莎的底細。還沒來得及調查麗莎，安娜就透過窗戶看見在寇曼家中的麗莎遭人襲擊重傷且血流不止，安娜急著去救麗莎卻因為恐雨症發作而昏倒。 |       |           |                                         |               |
| 3 | 第3集 | 麥克·萊曼 | 瑞秋·拉姆拉斯、休·戴維森、賴瑞·杜夫     | 2022年1月28日 |
| 街上聚集了數輛警車，安娜告訴雷恩警探麗莎遭受攻擊的實情，但警探表示麗莎當時根本不在家，一定是自己看錯了。安娜確信自己看見的是事實，她潛入寇曼家尋找真相，卻被尼爾逮個正著。儘管被尼爾警告別再靠近寇曼家，安娜仍不放棄找出真相，繼續調查尼爾、麗莎與其男友雷克斯的底細。 |       |           |                                         |               |
| 4 | 第4集 | 麥克·萊曼 | 瑞秋·拉姆拉斯、休·戴維森、賴瑞·杜夫     | 2022年1月28日 |
| 經過一連串的調查後，所有疑點都指向尼爾，安娜覺得他才是謀殺麗莎的最大嫌疑人。她當面找尼爾對質，卻得知尼爾的秘密以及自己所懷疑的一切都不是真實的。安娜暫時排除尼爾的嫌疑，加上她之前曾向調查局申請雷克斯的背景調查，結果顯示雷克斯是個前科累累的罪犯。正當安娜懷疑雷克斯就是兇手的同時，雷克斯也找到了安娜的住所。 |       |           |                                         |               |
| 5 | 第5集 | 麥克·萊曼 | 瑞秋·拉姆拉斯、休·戴維森、賴瑞·杜夫     | 2022年1月28日 |
| 雷克斯闖進安娜家裡並質問她為何一直試圖接近自己，安娜將她目睹麗莎命案的事情告訴了雷克斯，兩人交流情報後打算一起找出麗莎的下落。道格拉斯來拜訪安娜，許久未見的兩人敘舊一番後，安娜以為自己能跟前夫重修舊好，但是她發現道格拉斯有了新的對象。 |       |           |                                         |               |
| 6 | 第6集 | 麥克·萊曼 | 瑞秋·拉姆拉斯、休·戴維森、賴瑞·杜夫     | 2022年1月28日 |
| 雷克斯在安娜家度過一夜。翌日早晨，警方在安娜家門口埋伏並逮捕了雷克斯。雷恩警探告訴安娜有人找到了麗莎的屍體，且警方提出證據表明雷克斯·巴奇涉嫌殺害化名麗莎·梅因斯的潔絲蒂·琳柯斯。所有事情看似落幕了，於是安娜重新開始正常地過生活，她不再酗酒及服用藥物，並且重拾畫筆繼續以作畫為生計。此時，調查人員在麗莎的命案現場發現了凶器，是安娜的調色刀。 |       |           |                                         |               |
| 7 | 第7集 | 麥克·萊曼 | 瑞秋·拉姆拉斯、休·戴維森、賴瑞·杜夫     | 2022年1月28日 |
| 安娜因為兇器上採集到她的指紋而被關到看守所。尼爾最後一次警告安娜別再靠近寇曼家一步，否則他將對安娜不利。安娜發現閣樓上有血跡，情緒失控的她打電話給心理治療師求助，她向治療師坦言自己因為酗酒加上濫用藥物而忘記是否有殺害麗莎，並將女兒意外身亡的事歸咎給自己。治療師道格拉斯試圖撫平安娜的情緒，並要她回到閣樓上確認情況。安娜發現閣樓上住著惠特克家聘請的工人布爾，道格拉斯將布爾是殺人犯的事全盤托出。此時，安娜看見布爾拿著鐵鎚走向寇曼家。 |       |           |                                         |               |
| 8 | 第8集 | 麥克·萊曼 | 瑞秋·拉姆拉斯、休·戴維森、賴瑞·杜夫     | 2022年1月28日 |
| 安娜冒著雨衝進寇曼家，映入眼簾的卻是倒在地上、血流不止的布爾，還有已被殺害的尼爾。真相終於大白，想不到真實兇手竟是一個9歲女孩艾瑪，安娜得知了艾瑪所有的犯案經過，以及下一個將被殺害的就是自己。安娜和艾瑪扭打一陣後倒在地上動彈不得，就在艾瑪要給安娜致命一擊的時候，安娜為求自保而拿起陶瓷碎片刺向艾瑪的要害，道格拉斯及時趕來現場拯救性命垂危的安娜。所有事情重回正軌，一日，安娜在畫廊遇見道格拉斯和克蕾兒，原來她誤以為是道格拉斯新女友的克蕾兒僅是他的同事。安娜和道格拉斯之間再也沒有任何絆腳石，彼此相愛的他們終於復合。 後記：一年後，惠特克家添了一名女兒，安娜獨自一人搭飛機去享受假期。她在機上又將酒和藥物同時服用，這時，隔壁座位來了一名穿著高貴的女士。安娜從睡夢中醒來後走去廁所，卻看見剛才身旁那位女士在廁所中遇害，她告訴空服員有人倒臥在裡面，但是當他們一同到廁所查看後人卻消失了。空服員告訴安娜她所說的這位乘客並沒有搭乘這架班機，不過安娜卻在座位上發現那位女士遺留的物品，她知道自己並沒有看錯。 |       |           |                                         |               |

## 製作

### 發展

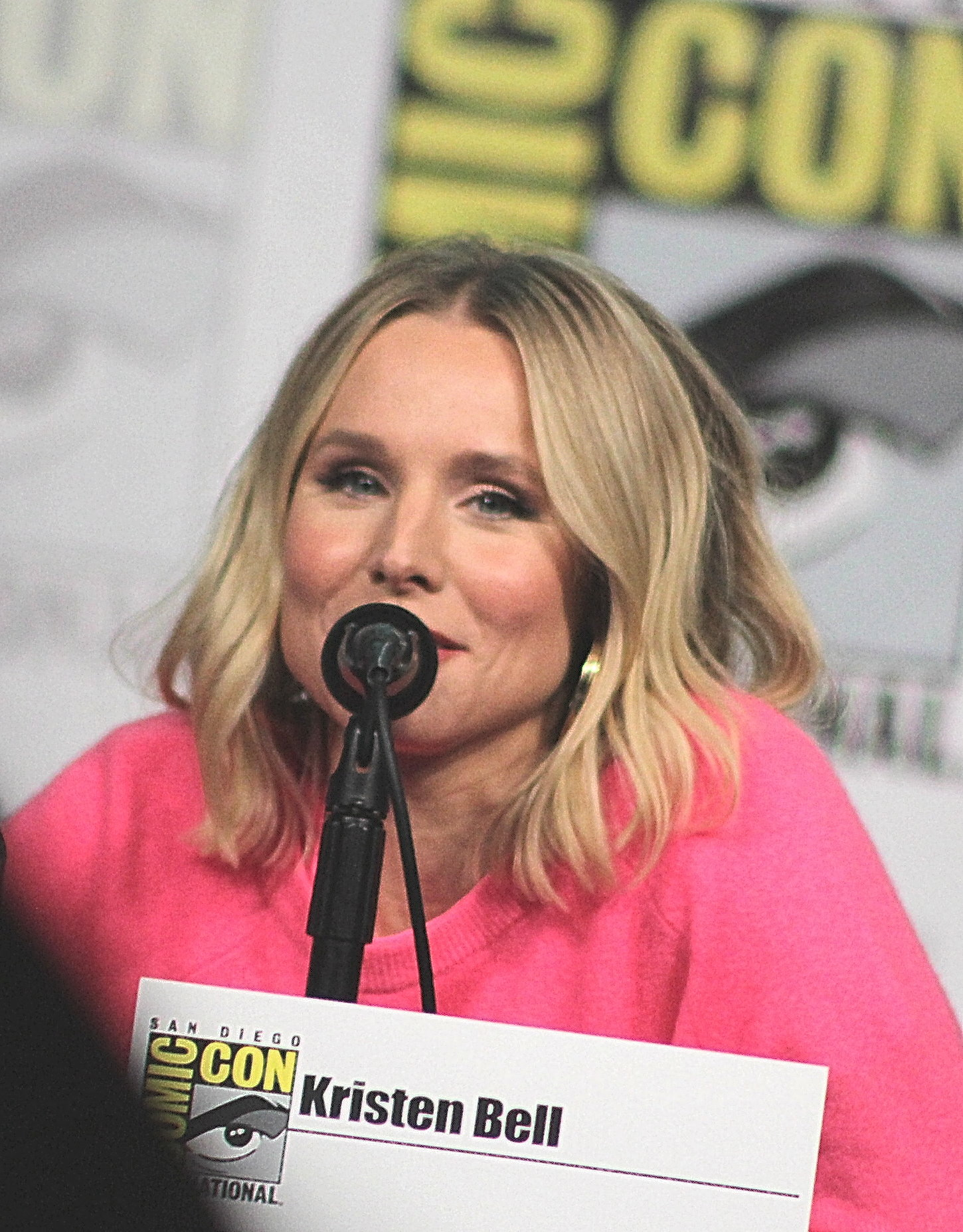
克莉絲婷·貝爾飾演主角安娜·惠特克。

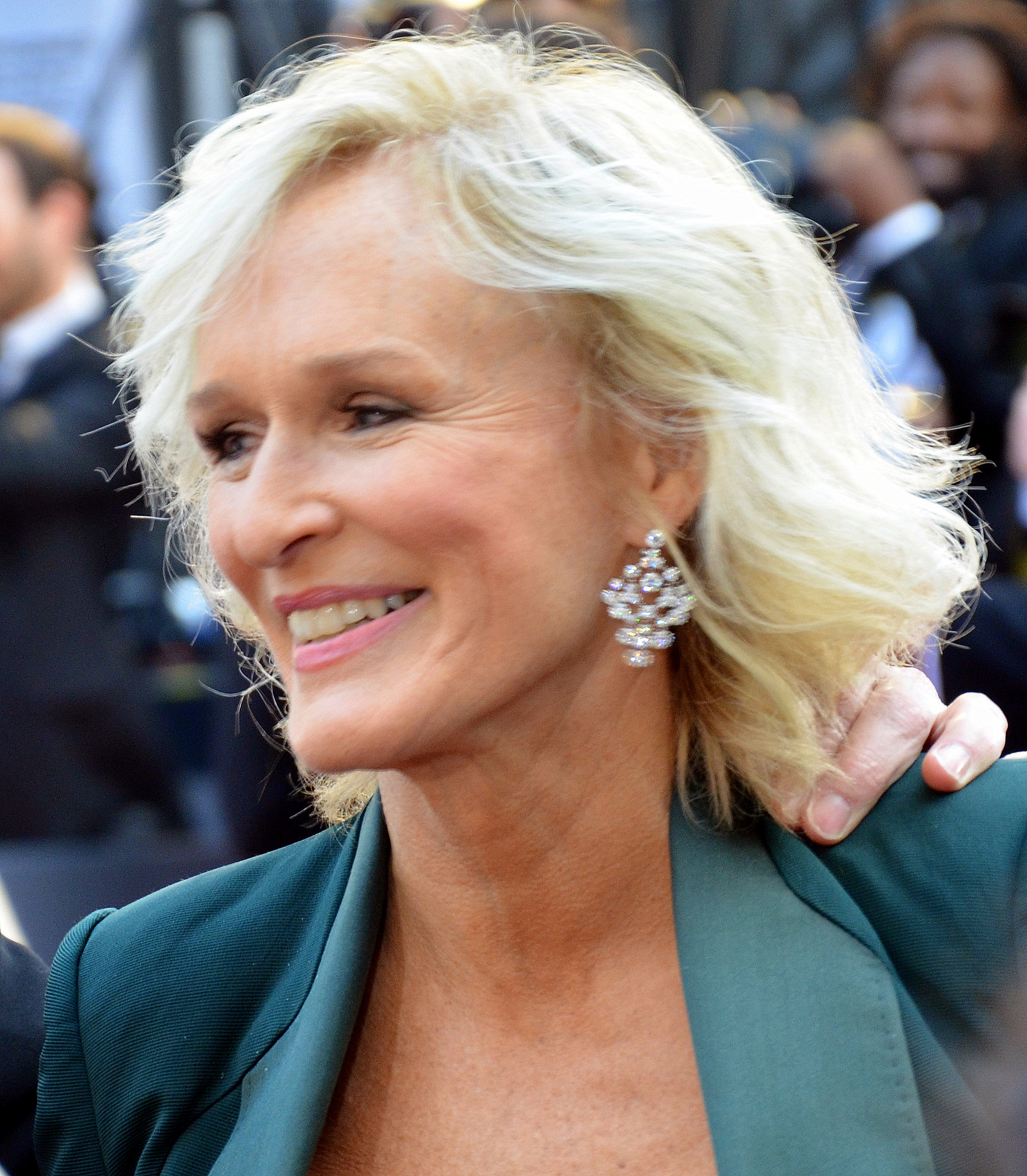
葛倫·克蘿絲客串飾演神秘的上流人士。

2020年10月20日，Netflix宣布訂下一部僅有8集的限定劇，由瑞秋·拉姆拉斯、休·戴維森和賴瑞·杜夫（Larry Dorf）開創，克莉絲婷·貝爾（兼主演）、威爾·法洛、潔西卡·艾爾鮑姆和布里特妮·西格爾（Brittney Segal）擔任執行製作人，製片商為葛洛麗雅·桑切斯影業。
2021年12月8日，宣布劇名從《屋中的女子》（The Woman In the House）更改為《窗邊女孩與對街屋中的女子》（The Woman in the House Across the Street from the Girl in the Window）。主演兼執行製作人克莉絲婷·貝爾表示Netflix曾示意要縮短劇名為《屋中的女子》，但是她堅持《窗邊女孩與對街屋中的女子》才能在一句話中概括整個故事的始末與最核心的兩個角色，也才是最符合本劇的劇名。
本劇的三位主創者瑞秋·拉姆拉斯、休·戴維森和賴瑞·杜夫提到由於電視劇在製作期間受到疫情影響，導致部分片段的劇情和拍攝場景都必須更改，例如詹妮娜·加萬卡所飾演的角色梅莉迪絲（Meredith）——原定該角色的結局場景是設定在一片結冰的湖面上，然後讓她被女兒伊莉莎白（艾皮·普拉特飾演）引到薄冰上並掉進破裂的薄冰中凍亡。然而，在疫情期間劇組無法呈現如此的室外場景，所以才將該片段修改為讓不善游泳的梅莉迪絲從碼頭盡頭跌入湖水中溺斃。戴維森說道：「我們希望這種死亡（指跌入薄冰）具有文學感，而非像是電影般的效果」。

### 選角
2021年2月19日，宣布湯姆·萊利將與克莉絲婷·貝爾領銜主演本劇。同年3月2日，瑪麗·霍蘭德、雪莉·亨尼格、克莉絲汀娜·安東尼（Christina Anthony）、珊薩拉·耶特（Samsara Yett）、卡麥隆·布里頓和班傑明·利維·艾吉拉（Benjamin Levy Aguilar）加入演員陣容。11月10日，麥克·艾里加入劇組，聯合克莉絲婷·貝爾和湯姆·萊利出演本劇的三位主要角色，他將飾演安娜的前夫道格拉斯（Douglas）。金球獎暨艾美獎視后葛倫·克蘿絲在第八集片尾客串出演一位神秘的上流人士，並被安娜發現在飛機廁所裡遇害。
三位主創者在Collider和《娛樂週刊》採訪中提到他們對於選角指導能選擇珊薩拉·耶特所飾演的9歲女孩艾瑪作為本劇幕後黑手的結果相當滿意，瑞秋·拉姆拉斯說道：「觀看這些試鏡非常有趣，你會看到最可愛的小女孩卻說出了最可怕的台詞。當我們看到珊薩拉的那一刻，我們知道這孩子會有相當不錯的演員生涯，因為她非常優秀、天真又可愛，她那雙棕色眼睛裡還帶有一些黑暗和令人難忘的東西。」、「她真是個明星。」休·戴維森說道：「最令人震驚的是珊薩拉竟然這麼擅長飾演反派角色。」

### 拍攝
主體拍攝於2021年3月1日開始至5月9日結束，取景地點在加州洛杉磯周圍地區。克莉絲婷·貝爾在《今夜娛樂》採訪中表示，其飾演的角色安娜在電視劇拍攝中經常飲用的紅酒原本是以葡萄汁代替，但葡萄汁糖分較高所以她提議換成洛神花茶。另外，貝爾與麥克·艾里在第一集的婚禮派對場景中有一段5分鐘的舞蹈片段，在電視劇正式播出時卻被刪減為10秒鐘，「我們拍攝的可能是我和克莉絲汀之間精心設計的5分鐘片段，其中有各種舞蹈動作之類的東西」艾里說道。首集的片頭曲由克莉絲婷·貝爾為節目獻唱，是為了向電視劇《還原人生》和致敬。珊薩拉·耶特（Samsara Yett）與貝爾在最終集的近身打鬥片段中皆親自上陣出演，僅在少許鏡頭中使用特技替身。
本劇第八集暨最終集片尾暗示了葛倫·克蘿絲所飾演的上流人士可能發生命案，將有可能作為下一季的主軸案件。不過《窗邊女孩與對街屋中的女子》全劇已完結，三位主創者瑞秋·拉姆拉斯、休·戴維森和賴瑞·杜夫表示他們可能會製作一部《窗邊女孩與對街屋中的女子》的衍生劇，並且以克蘿絲飾演的上流人士為主要角色。
本劇的創作靈感啟發自多部文學作品，例如美國犯罪小說作家丹尼爾·莫拉瑞（筆名A·J·芬恩）的處女作（2018年）、英國驚悚小說作家寶拉·霍金斯的《列車上的女孩》（2015年）、英國劇作家達夫妮·杜穆里埃的《蝴蝶夢》（1938年）、英國導演執導的電影《後窗》（1954年）以及美國作家、編劇吉莉安·弗琳的處女作《利器》（2006年）。2021年，由主演的Netflix原創電影同樣改編自小說《後窗的女人》，該電影不僅與本劇的人物設定、劇情相似，且兩部作品皆保留原著主角姓名安娜（Anna）。

## 發行
2021年12月，宣布《窗邊女孩與對街屋中的女子》的上映日期訂為2022年1月28日。2022年1月4日，首支前導預告上線。本劇全季於2022年1月28日在Netflix全球同步播出，兩天後便累計4008萬全球觀看時數。播出一週後登上「全球最多人觀看的英語節目」的寶座。

## 大眾迴響
根据評論匯總网站爛番茄汇总的58篇评论文章，53%的评论家给予该作正面评价，平均打分为5.8分（满分10分）。在Metacritic上，21位影評人共給予了49分的分數（滿分100分），這部電影獲得了「評價褒貶不一或一般」。
《衛報》的電視節目影評人琪特拉·拉馬斯瓦米點出劇情及台詞的不合理處，並給予本劇2星評價（滿分5星），說道：「整部劇並非滑稽、有趣的，而是糟糕的！」。《綜藝》雜誌的丹尼爾·達達里歐（Daniel D'Addario）同樣點出劇情與台詞搭配上的缺陷，並且讚賞克莉絲婷·貝爾的演技，說道：「理想的喜劇懸疑片應該既有趣又神秘，但這部劇完全不神秘也不有趣。」「貝爾的演技出神入化，她做得很好。」《曼谷郵報》的塔塔·汶納（Tatat Bunnag）說道：「即使有些喜劇台詞的部分讓人感到牽強、與劇情不連貫，不過這部劇的懸疑片段仍值得觀賞。」《漫畫書資源網》的卡珊卓拉·克拉克（Cassandra Clarke）讚賞了三位主創者的構想，她認為本劇沒有其他心理驚悚片的陳腔濫調，並且給予劇情走向帶來意想不到且瘋狂的轉折。克拉克還稱讚了飾演艾瑪的珊薩拉·耶特（Samsara Yett），「要完成和貝爾的喜劇搭檔演出並不是件容易的事，但耶特挺身而出並完成了這項任務，甚至取得超乎預期的成果」克拉克說道。

## 獲獎與提名
| 年份 | 大獎     | 類別                                                                            | 被提名                                   | 結果 | Ref.   |
| ---- | -------- | ------------------------------------------------------------------------------- | ---------------------------------------- | ---- | ------ |
| 2022 | 第48屆   | 最佳喜劇電視劇集 The Comedy Show of 2022                                        | 最佳喜劇電視劇集 The Comedy Show of 2022 | 提名 | [ 36 ] |
| 2022 | 第48屆   | 最佳電視女演員 The Female TV Star of 2022                                       | 克莉絲婷·貝爾                            | 提名 | [ 36 ] |
| 2022 | 第48屆   | 最佳喜劇電視演員 The Comedy TV Star of 2022                                     | 克莉絲婷·貝爾                            | 提名 | [ 36 ] |
| 2022 | 黑膠卷獎 | 最佳電視電影/限定劇男配角 Outstanding Supporting Actor, TV Movie/Limited Series | 麥克·艾里                                | 提名 | [ 37 ] |

## 外部連結
- 在Netflix上觀看《窗邊女孩與對街屋中的女子》
- 互联网电影数据库（IMDb）上《窗邊女孩與對街屋中的女子》的资料（英文）
- 豆瓣电影上《窗邊女孩與對街屋中的女子》的資料 （简体中文）
- 爛番茄上《窗邊女孩與對街屋中的女子》的資料（英文）
- Metacritic上《窗邊女孩與對街屋中的女子》的資料